# Machaerota flavolineata
Machaerota flavolineata is een halfvleugelig insect uit de familie Machaerotidae. De wetenschappelijke naam van deze soort werd voor het eerst geldig gepubliceerd in 1908 door William Lucas Distant.